# Dendrobium takadui
Dendrobium takadui är en orkidéart som först beskrevs av Rudolf Schlechter, och fick sitt nu gällande namn av Johannes Jacobus Smith. Dendrobium takadui ingår i släktet Dendrobium, och familjen orkidéer. Inga underarter finns listade i Catalogue of Life.